# Scotopteryx proximaria
Scotopteryx proximaria är en fjärilsart som beskrevs av Jules Pièrre Rambur 1833. Scotopteryx proximaria ingår i släktet backmätare, och familjen mätare. Inga underarter finns listade.